# Amietophrynus poweri
Amietophrynus poweri е вид жаба от семейство Крастави жаби (Bufonidae). Видът е незастрашен от изчезване.

## Разпространение
Разпространен е в Ангола, Ботсвана, Намибия и Южна Африка.